# Misje dyplomatyczne Turkmenistanu

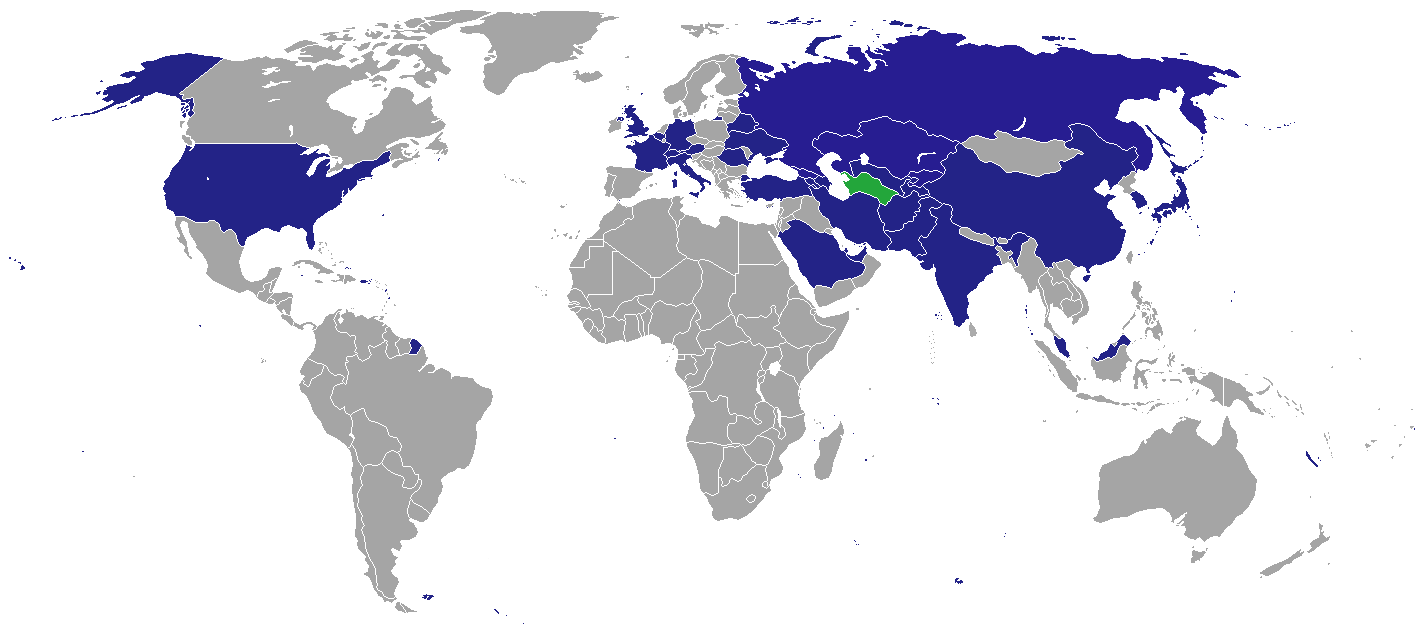
Kraje, w których Republika Turkmenistanu ma swoje przedstawicielstwa dyplomatyczne

Misje dyplomatyczne Turkmenistanu – przedstawicielstwa dyplomatyczne Republiki Turkmenistanu przy innych państwach i organizacjach międzynarodowych. Poniższa lista zawiera wykaz obecnych ambasad i konsulatów zawodowych. Nie uwzględniono konsulatów honorowych.

## Europa

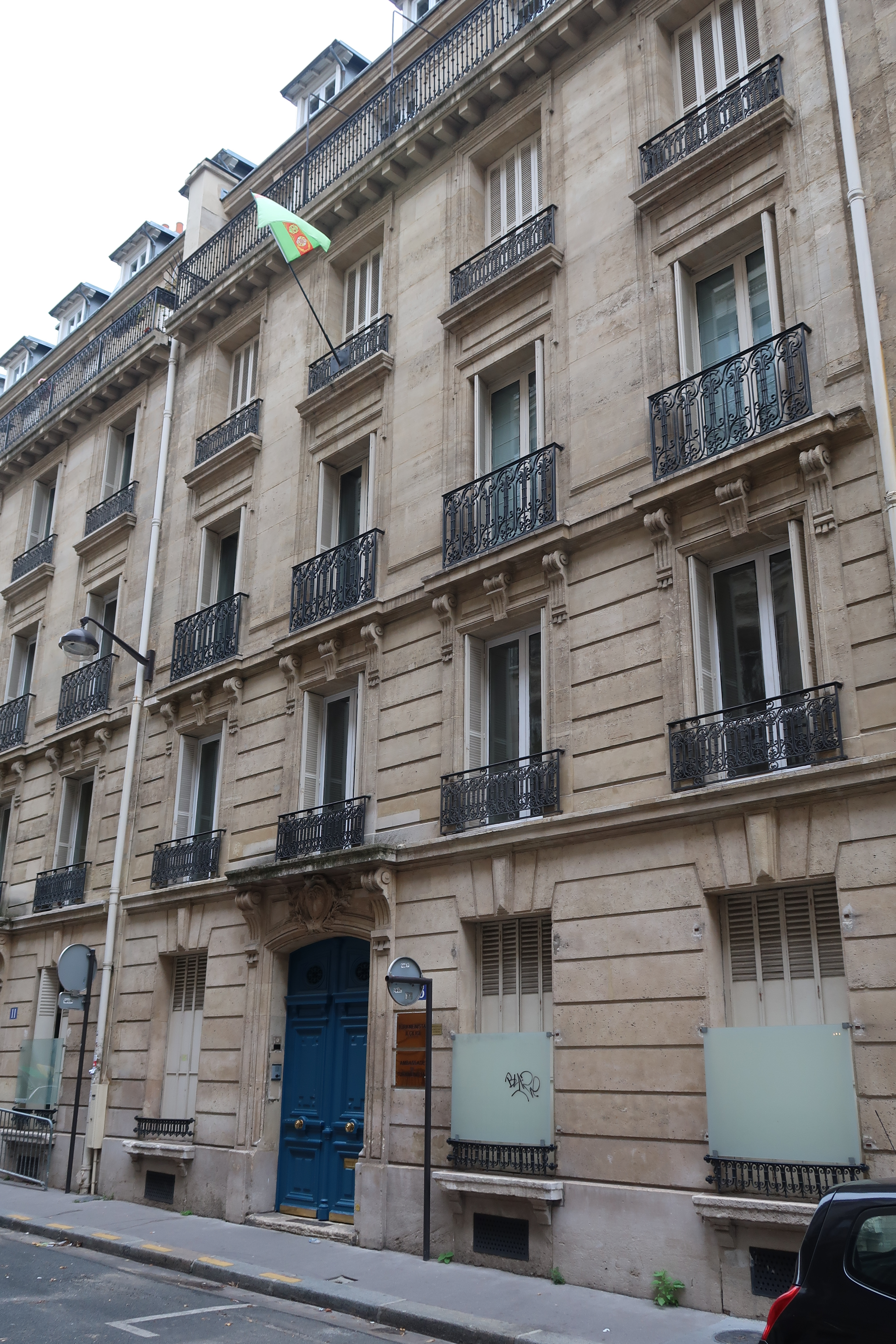
Ambasada Turkmenistanu w Paryżu

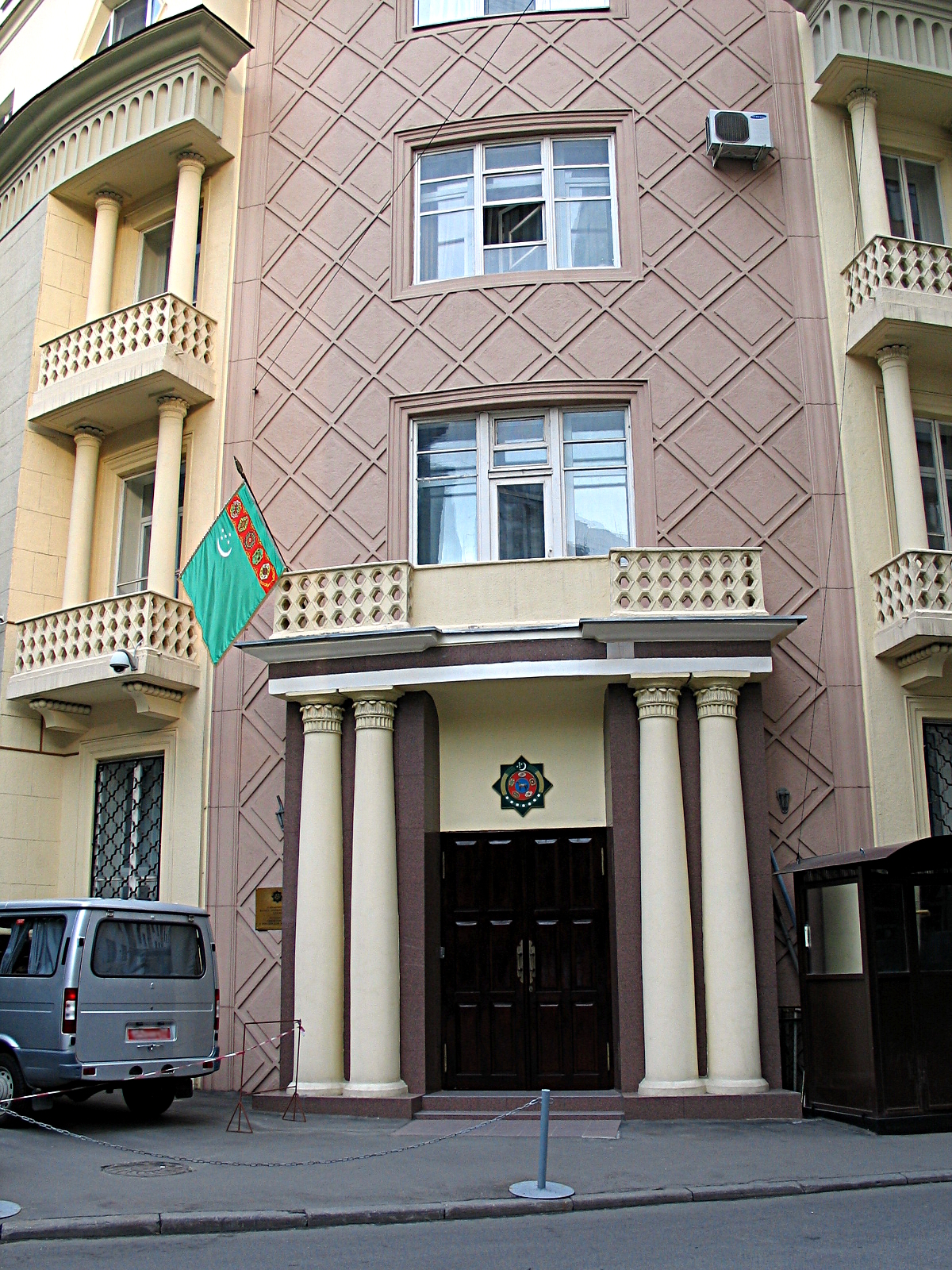
Ambasada Turkmenistanu w Moskwie

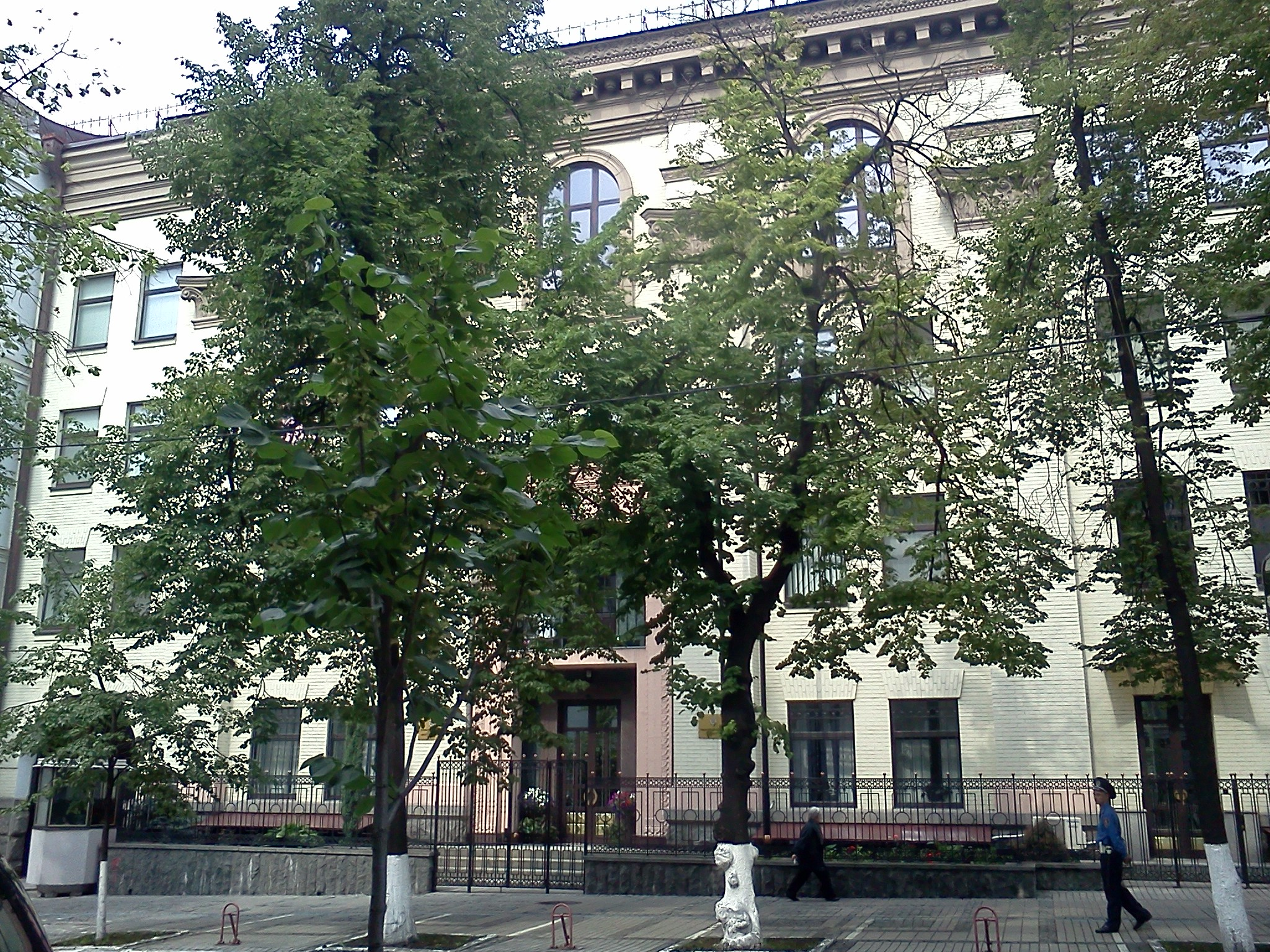
Ambasada Turkmenistanu w Kijowie

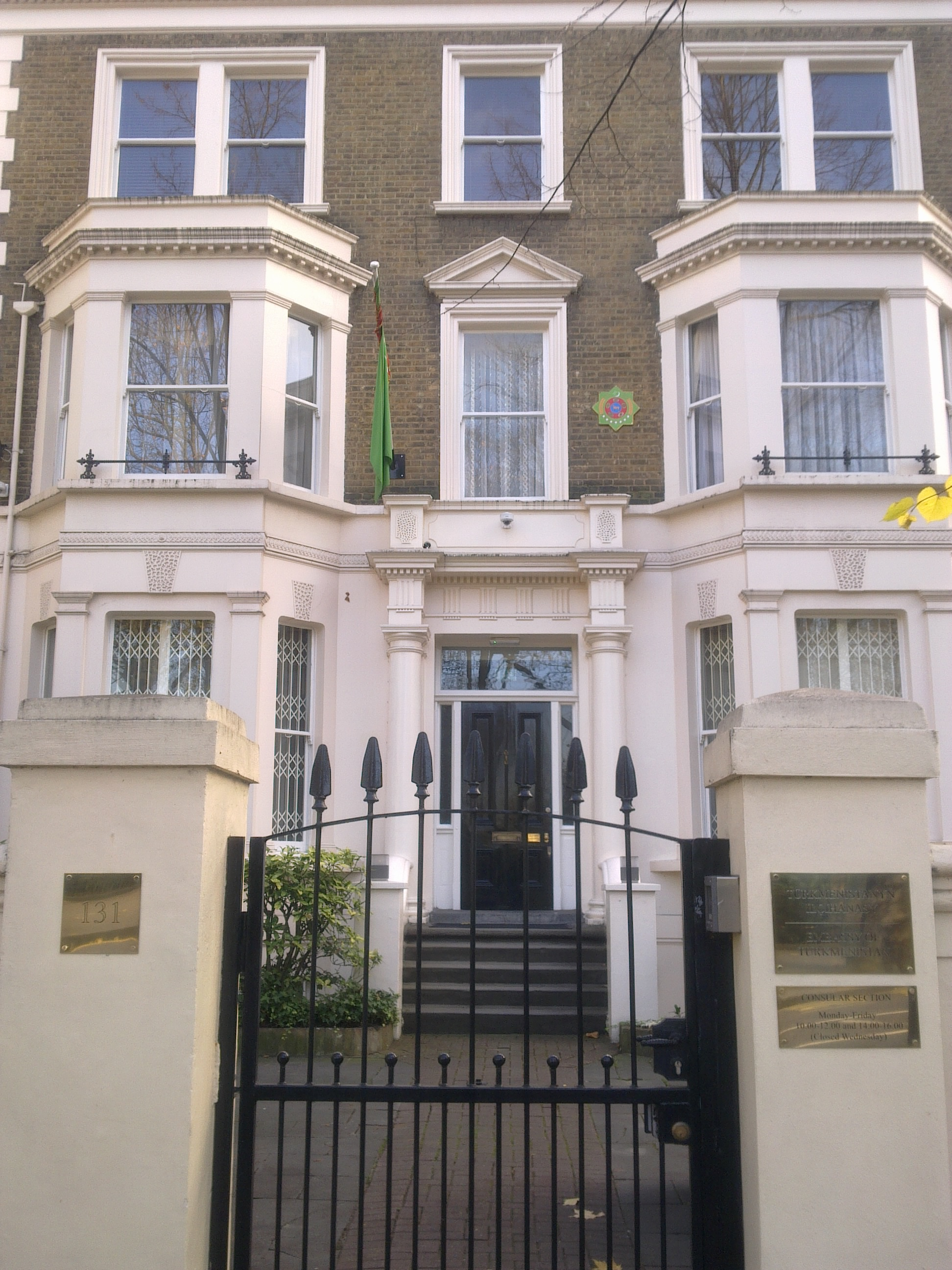
Ambasada Turkmenistanu w Londynie

- Austria
  - Wiedeń (ambasada)
- Belgia
  - Bruksela (ambasada)
- Białoruś
  - Mińsk (ambasada)
- Francja
  - Paryż (ambasada)
- Niemcy
  - Berlin (ambasada)
  - Frankfurt nad Menem (konsulat)
- Rosja
  - Moskwa (ambasada)
  - Astrachań (konsulat)
- Rumunia
  - Bukareszt (ambasada)
- Szwajcaria
  - Genewa (ambasada)
- Turcja
  - Ankara (ambasada)
  - Stambuł (konsulat generalny)
- Ukraina
  - Kijów (ambasada)
- Wielka Brytania
  - Londyn (ambasada)
- Włochy
  - Rzym (ambasada)

## Ameryka Północna, Środkowa i Karaiby

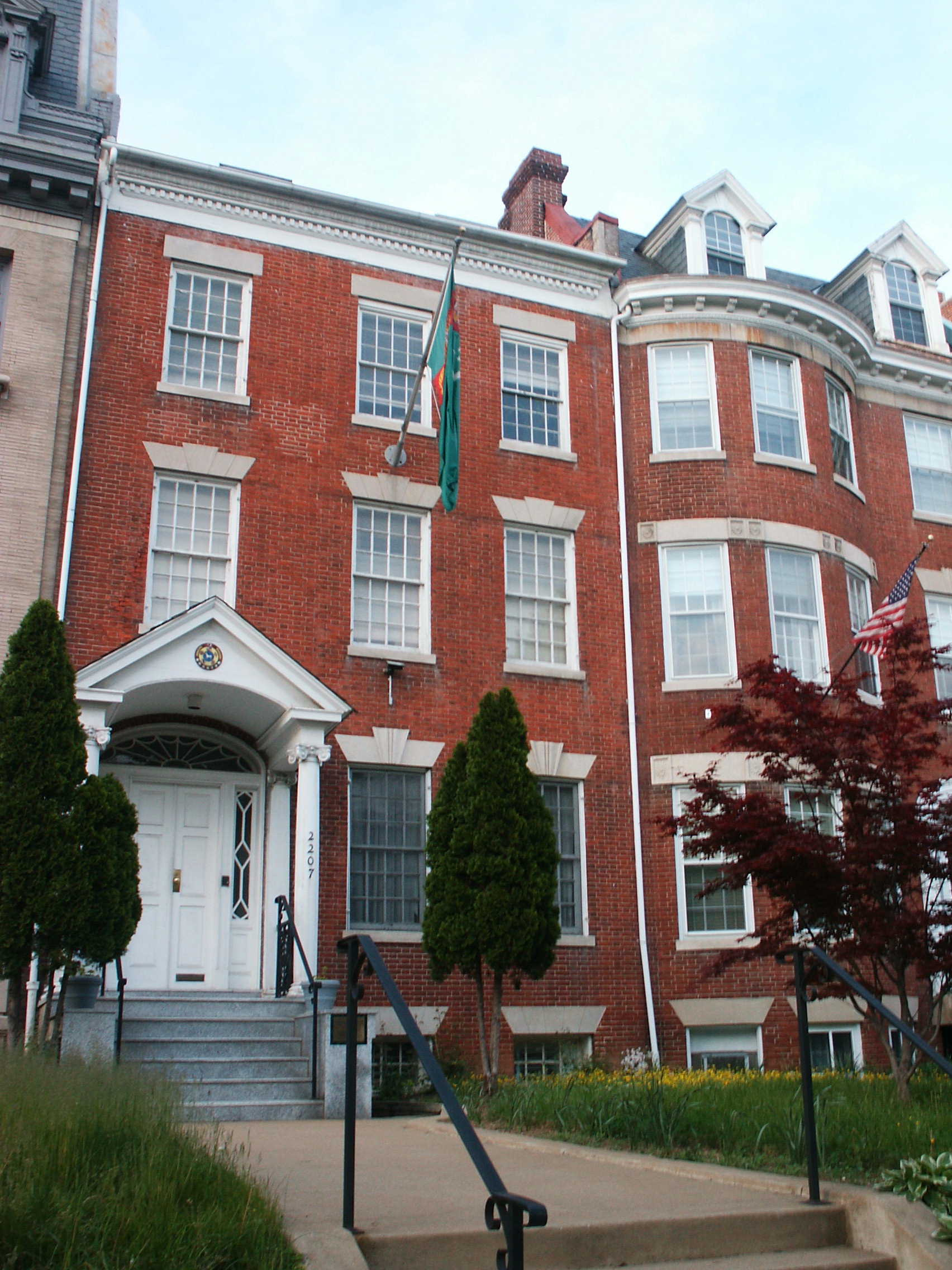
Ambasada Turkmenistanu w Waszyngtonie

- Stany Zjednoczone
  - Waszyngton (ambasada)

## Azja
- Afganistan
  - Kabul (ambasada)
  - Herat (konsulat)
  - Mazar-i Szarif (konsulat)
- Arabia Saudyjska
  - Rijad (ambasada)
- Armenia
  - Erywań (ambasada)
- Azerbejdżan
  - Baku (ambasada)
- Chiny
  - Pekin (ambasada)
- Gruzja
  - Tbilisi (ambasada)
- Indie
  - Nowe Delhi (ambasada)
- Iran
  - Teheran (ambasada)
  - Meszhed (konsulat generalny)
- Japonia
  - Tokio (ambasada)
- Kazachstan
  - Astana (ambasada)
  - Aktau (konsulat)
- Kirgistan
  - Biszkek (ambasada)
- Korea Południowa
  - Seul (ambasada)
- Malezja
  - Kuala Lumpur (ambasada)
- Pakistan
  - Islamabad (ambasada)
- Tadżykistan
  - Duszanbe (ambasada)
- Uzbekistan
  - Taszkent (ambasada)
- Zjednoczone Emiraty Arabskie
  - Abu Zabi (ambasada)

## Organizacje międzynarodowe
- Nowy Jork – Stałe Przedstawicielstwo przy Organizacji Narodów Zjednoczonych